# Guerre de la Septième Coalition
guerres napoléoniennes
Batailles
Batailles des Cents-Jours
Campagne du duc d'Angoulême
- Ajaccio
- Bonifacio
- Montélimar
- Loriol

Campagne de Belgique
- Ligny
- Quatre-Bras
- Waterloo
- Wavre

Campagne de France de 1815
- Maubeuge
- Huningue
- La Souffel
- Vélizy
- Rocquencourt
- Sèvres
- Issy

Guerre napolitaine
- Panaro
- Ferrare
- Occhiobello
- Carpi
- Casaglia
- Ronco
- Cesenatico
- Pesaro
- Scapezzano
- Tolentino
- Ancône
- Castel di Sangro
- San Germano
- Gaète

Guerre de Vendée et Chouannerie de 1815
- Les Échaubrognes
- L'Aiguillon
- Aizenay
- Sainte-Anne-d'Auray
- Cossé
- Saint-Gilles-sur-Vie
- Redon
- Les Mathes
- Muzillac
- Rocheservière
- Thouars
- Auray
- Châteauneuf-du-Faou
- Guérande
- Fort-la-Latte

La Septième Coalition est formée en toute hâte en 1815 après le retour de Napoléon Ier et avant son entrée à Paris. Le 13 mars, six jours avant que Napoléon n’atteigne la capitale, les puissances au congrès de Vienne le déclarent hors-la-loi. Quatre jours plus tard le Royaume-Uni, l'Empire russe, l'empire d'Autriche et le royaume de Prusse parviennent à mobiliser cent cinquante mille hommes dans le but de l’écarter de la tête de France.
Les membres de la Septième Coalition sont le Royaume-Uni, l'Espagne, la Russie, la Prusse, la Suède, l'Autriche, les Pays-Bas et un certain nombre d'États allemands.

## Chronologie
Napoléon, déclaré « ennemi du repos public » par le congrès de Vienne, sait que sa seule chance de réussite est d'attaquer avant que la coalition n’assemble une force écrasante. Il espère détruire les forces britanniques, prussiennes et alliées présentes en Belgique avant qu'elles ne soient renforcées par les contingents d'autres alliés, principalement autrichiens et russes. 
Les Autrichiens combattent sur un autre front, la guerre napolitaine où Joachim Murat, roi de Naples et ancien lieutenant de Napoléon, tente de soulever l'Italie. Murat doit fuir Naples le 20 mai pour la France où Napoléon refuse de le recevoir, ne lui pardonnant pas sa défection de 1814.
Une fois Murat éliminé, l'Autriche et le royaume de Sardaigne ramènent leurs troupes sur la frontière des Alpes. Le 15 juin, le jour même où Napoléon entre en Belgique, leurs troupes franchissent la frontière en Savoie et ouvrent la campagne de Lyon.
Les batailles principales de la Septième Coalition furent celles de Ligny (16 juin), des Quatre Bras (16 juin), de Wavre (18 et 19 juin) et de Waterloo (18 juin).
La campagne de Belgique commence le 15 juin 1815 quand l'armée du Nord de Napoléon franchit la frontière de la Belgique, récemment rattachée au royaume uni des Pays-Bas. Son déploiement est plus rapide que ne le prévoyaient les Alliés : l'armée de Wellington, venue de Bruxelles et groupant les forces britanniques, néerlandaises et de plusieurs principautés allemandes, avance à marche forcée pour faire sa jonction en Hainaut avec l'armée prussienne de Blücher, venue de Liège.
Le 16 juin, sur le champ de bataille de Ligny, les Français sous les ordres de Napoléon mettent les Prussiens dans la confusion. Dans une action séparée, aux Quatre Bras le même jour, l'aile gauche de l'armée française, commandée par le maréchal Ney, affronte l'armée britannico-alliée venant en appui des Prussiens. À la fin de la journée, les deux armées alliées battent en retraite sans avoir pu faire leur jonction. 

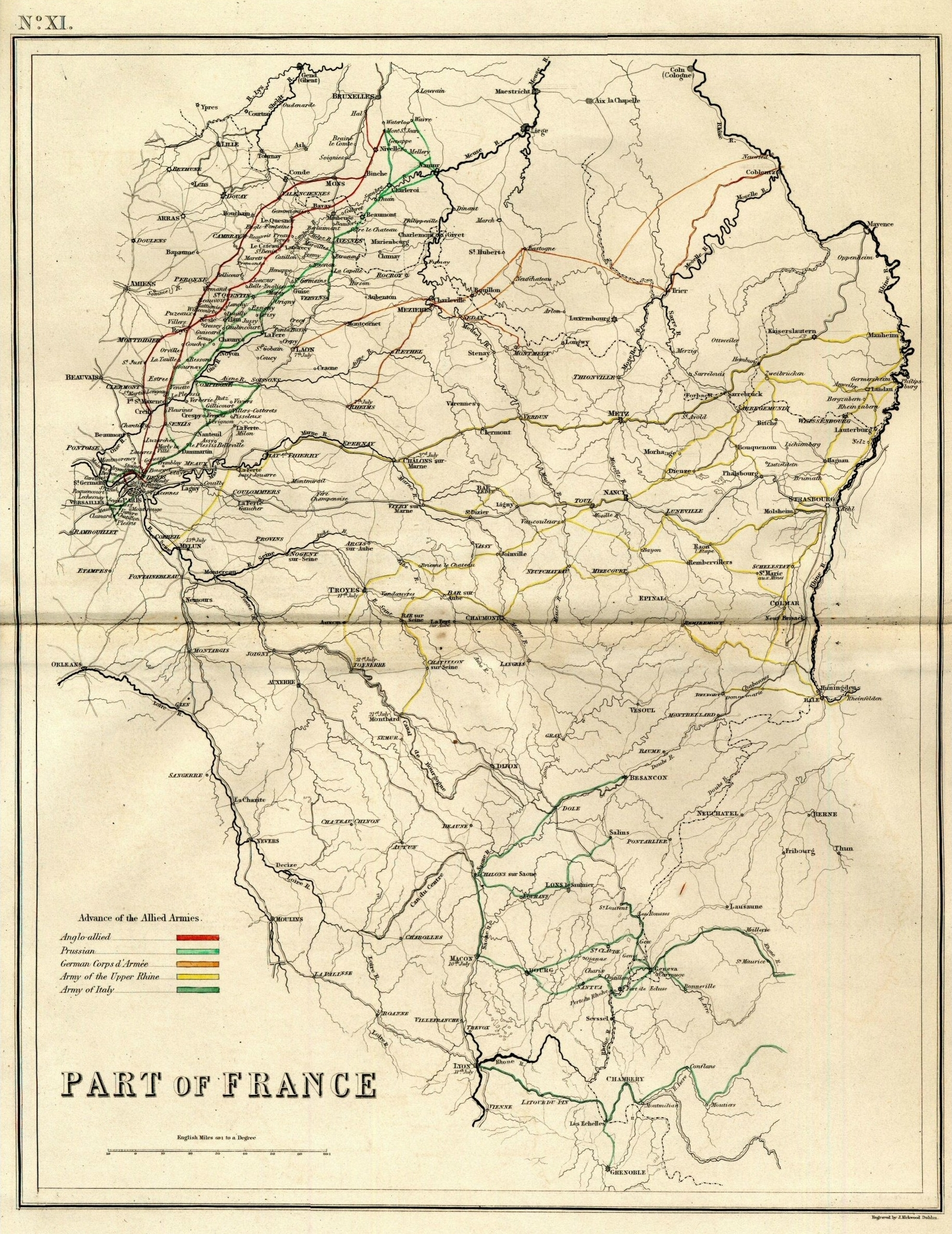
Invasion de la France en 1815.

Le 18 juin, l'engagement décisif de la campagne a lieu à Waterloo. Durant toute la journée, sous les ordres de Napoléon, l’armée française légèrement supérieure en nombre s'épuise en attaques infructueuses contre l'armée britannico-alliée, qui est elle-même à la limite de l'épuisement. Vers la fin de l'après-midi, les Prussiens  débouchent sur le flanc des Français, provoquant une panique qui balaie la Grande Armée. Pendant ce temps, à Wavre, le corps de Grouchy échoue à détruire le corps prussien de Thielmann et doit se replier, le matin du 19, en apprenant la défaite de Napoléon. 

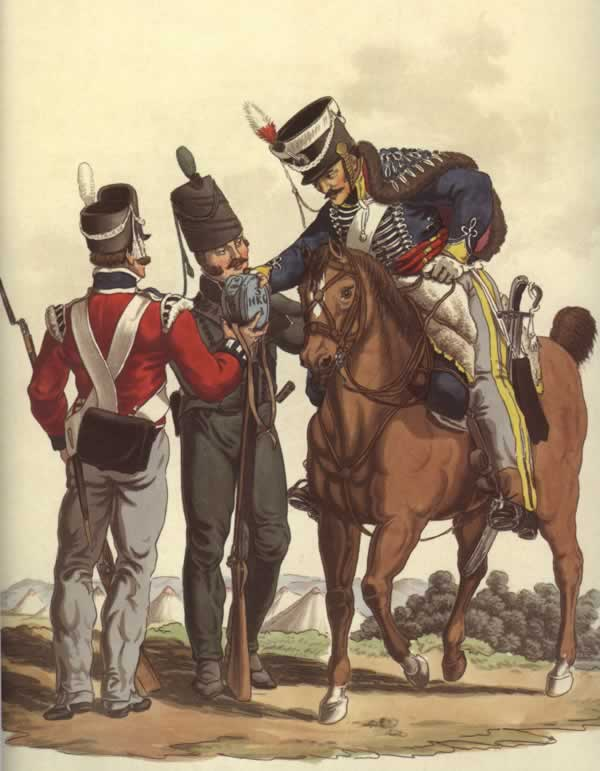
Soldats de la King's German Legion, unité allemande au service des Britanniques, dessin de Charles Hamilton Smith (1776-1859).

Les Alliés engagent la poursuite de l'armée française et, le 20 juin, franchissent la frontière française. Plusieurs places frontalières sont encerclées, notamment Maubeuge et Huningue. Napoléon, retourné à Paris, cherche en vain le soutien du Sénat pour continuer la guerre : il doit abdiquer le 22 juin tandis que les Alliés marchent sur Paris. Plusieurs batailles secondaires se livrent autour de Paris pendant que Napoléon s'enfuit vers l'Atlantique, espérant passer aux États-Unis, mais la flotte anglaise fait le blocus des côtes et rend le passage impossible. Napoléon doit se rendre aux Britanniques le 15 juillet.
L'offensive austro-sarde dans la vallée du Rhône s'achève par la capitulation du maréchal Suchet à Lyon le 12 juillet. 
Le traité de Paris, accepté par Louis XVIII revenu sur son trône, réalise les objectifs de la Septième Coalition. La France est de nouveau occupée jusqu'en 1818 lorsqu’elle réintègre le concert européen en entrant dans la Quintuple Alliance.